# كرايغ ويتاكر
كرايغ ويتاكر هو شخصية أعمال وسياسي بريطاني، ولد في 30 أغسطس 1962 في Radcliffe, Greater Manchester ‏ في المملكة المتحدة. نشط حزبياً في حزب المحافظين.

## مناصب
- في الانتخابات العامة في المملكة المتحدة 2019، انتخب عضو البرلمان الثامن والخمسين للمملكة المتحدة  [لغات أخرى]‏ عن دائرة كالدر فالي وقد انضم خلال فترته النيابية ‏ (12 ديسمبر 2019 – ) للكتلة البرلمانية حزب المحافظين.
- في انتخابات المملكة المتحدة لعام 2010، انتخب عضو البرلمان الخامس والخمسين للمملكة المتحدة  [لغات أخرى]‏ عن دائرة كالدر فالي وقد انضم خلال فترته النيابية ‏ (6 مايو 2010 – 30 مارس 2015) للكتلة البرلمانية حزب المحافظين.
- في الانتخابات العامة في المملكة المتحدة 2015، انتخب عضو البرلمان السادس والخمسين للمملكة المتحدة  [لغات أخرى]‏ عن دائرة كالدر فالي وقد انضم خلال فترته النيابية ‏ (7 مايو 2015 – 3 مايو 2017) للكتلة البرلمانية حزب المحافظين.
- في الانتخابات العامة في المملكة المتحدة 2017، انتخب عضو البرلمان السابع والخمسين للمملكة المتحدة  [لغات أخرى]‏ عن دائرة كالدر فالي وقد انضم خلال فترته النيابية ‏ (8 يونيو 2017 – 6 نوفمبر 2019) للكتلة البرلمانية حزب المحافظين.